# 斯普林菲爾德花園車站
斯普林菲爾德花園車站（英語：Springfield Gardens）是長島鐵路巴比倫—蒙托克支線的一座鐵路車站，地點位於美國紐約市皇后區的斯普林菲爾德花園，在斯普林菲爾德樞紐以北的聖奧爾本斯站和羅斯代爾站之間。

## 歷史
1870年代，紐約和洛克威鐵路開通，斯普林菲爾德花園車站於此時建造而成，當時名為斯普林菲爾德車站。
該車站最初之地點位於梅里克大道，直到1885年5月遷移至斯普林菲爾德路（現為斯普林菲爾德大道）的東南側。紐約和洛克威鐵路於1925年5月21日達成電氣化，斯普林菲爾德車站於1927年10月更名為斯普林菲爾德花園站。
由於客流量逐年降低，鄰近有多種交通方式可替代，再加上維護車站的成本高昂，於是斯普林菲爾德花園車站在1979年10月13日關閉。